# Leroy Been
Leroy Been (24 april 2003) is een Nederlands voetballer die als aanvaller voor Roda JC Kerkrade speelde.

## Carrière
Leroy Been speelde in de jeugd van EHC en Roda JC Kerkrade. Op 1 september 2023 maakte hij zijn debuut in het betaald voetbal voor Roda in de met 1-0 verloren uitwedstrijd tegen Jong FC Utrecht. Hij kwam in de 84e minuut in het veld voor Enrique Peña Zauner. In de rest van het seizoen kreeg hij nog drie korte invalbeurten in competitiewedstrijden, tegen FC Dordrecht, MVV Maastricht en NAC Breda, en in de bekerwedstrijd tegen N.E.C. In de zomer van 2024 vertrok Been, die op amateurbasis actief was, bij Roda.

### Statistieken
| Seizoen                        | Club             | Land           | Competitie     | Competitie | Competitie | Beker | Beker | Totaal | Totaal |
| Seizoen                        | Club             | Land           | Competitie     | Wed.       | Dlp.       | Wed.  | Dlp.  | Wed.   | Dlp.   |
| ------------------------------ | ---------------- | -------------- | -------------- | ---------- | ---------- | ----- | ----- | ------ | ------ |
| 2023/24                        | Roda JC Kerkrade | Nederland      | Eerste divisie | 4          | 0          | 1     | 0     | 5      | 0      |
| Carrièretotaal                 | Carrièretotaal   | Carrièretotaal | Carrièretotaal | 4          | 0          | 1     | 0     | 5      | 0      |
| Bijgewerkt op 11 februari 2025 |                  |                |                |            |            |       |       |        |        |